# فرنسيسكو هيريرا خيمينيز
فرنسيسكو هيريرا خيمينيز (بالإسبانية: Francisco Herrera Jiménez)‏ هو سياسي مكسيكي، ولد في 29 يناير 1965 في المكسيك. حزبياً، نشط في الحزب الثوري المؤسساتي. وقد انتخب عضو مجلس النواب المكسيك.